# Achilleas Pouggouras
Achilleas Pouggouras (in greco Αχιλλέας Πούγγουρας?; Salonicco, 13 dicembre 1995) è un calciatore greco, difensore svincolato.

## Carriera

### Club
Ha giocato nella prima divisione greca ed in quella turca.

### Nazionale
Ha giocato nelle nazionali giovanili greche Under-18, Under-19 ed Under-21.

## Statistiche

### Presenze e reti nei club
Statistiche aggiornate al 4 dicembre 2017.
| Stagione              | Squadra               | Campionato            | Campionato | Campionato | Coppe nazionali | Coppe nazionali | Coppe nazionali | Coppe continentali | Coppe continentali | Coppe continentali | Altre coppe | Altre coppe | Altre coppe | Totale | Totale |
| Stagione              | Squadra               | Comp                  | Pres       | Reti       | Comp            | Pres            | Reti            | Comp               | Pres               | Reti               | Comp        | Pres        | Reti        | Pres   | Reti   |
| --------------------- | --------------------- | --------------------- | ---------- | ---------- | --------------- | --------------- | --------------- | ------------------ | ------------------ | ------------------ | ----------- | ----------- | ----------- | ------ | ------ |
| 2014-2015             | PAOK Salonicco        | SL                    | 1+1        | 0          | CG              | 0               | 0               | UEL                | -                  | -                  | -           | -           | -           | 2      | 0      |
| ago. 2015             | PAOK Salonicco        | SL                    | -          | -          | CG              | -               | -               | UEL                | 1                  | 0                  | -           | -           | -           | 1      | 0      |
| ago. 2015-2016        | Veroia                | SL                    | 19         | 0          | CG              | 3               | 0               | -                  | -                  | -                  | -           | -           | -           | 22     | 0      |
| 2016-2017             | PAOK Salonicco        | SL                    | 2+3        | 0          | CG              | 1               | 0               | UCL+UEL            | 0+1                | 0                  | -           | -           | -           | 7      | 0      |
| 2017-2018             | PAOK Salonicco        | SL                    | 1          | 0          | CG              | 1               | 0               | UEL                | 0                  | 0                  | -           | -           | -           | 2      | 0      |
| Totale PAOK Salonicco | Totale PAOK Salonicco | Totale PAOK Salonicco | 8          | 0          |                 | 2               | 0               |                    | 2                  | 0                  |             | -           | -           | 12     | 0      |
| Totale carriera       | Totale carriera       | Totale carriera       | 27         | 0          |                 | 5               | 0               |                    | 2                  | 0                  |             | -           | -           | 34     | 0      |

## Palmarès

### Competizioni nazionali
- Coppa di Grecia: 1

Panathīnaïkos: 2021-2022